# Río Kalu
Río Kalu (o Kalu Ganga, el Río Negro) es un río en el país asiático de Sri Lanka. Mide 129 km (80 millas) de longitud, y se origina a partir del Pico de Adán  alcanzando el mar en Kalutara. El Río Negro atraviesa el Ratnapura y el Distrito de Kalutara y pasa por la localidad de Ratnapura. Los bosques de montaña en la Provincia Central y la Reserva Forestal de Sinharaja son las principales fuentes de agua para el río.